# Tamarix senegalensis
Tamarix senegalensis är en tamariskväxtart som beskrevs av Dc. Tamarix senegalensis ingår i släktet tamarisker, och familjen tamariskväxter. Inga underarter finns listade.